# Eduardo Frei Montalva

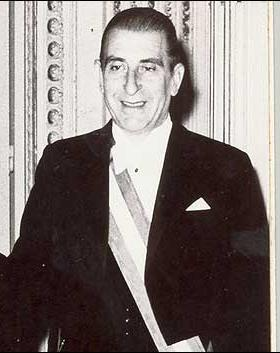
Eduardo Frei Montalva

Eduardo Frei Montalva (* 16. Januar 1911 in Santiago de Chile; † 22. Januar 1982 ebenda) war ein chilenischer Politiker. Von 1964 bis 1970 war er Präsident seines Landes. Sein Sohn, Eduardo Frei Ruiz-Tagle, wurde später ebenfalls chilenischer Präsident.

## Leben
Eduardo Frei Montalva war der Sohn von Edouard Frei, einem im österreichischen Feldkirch (Bundesland Vorarlberg) geborenen Schweizer, und Victoria Montalva. Seine Vorfahren stammten aus Nesslau, Kanton St. Gallen (Schweiz).
Er studierte an der Universidad Católica in Santiago de Chile Jura. Schon während seiner Studentenzeit, im Jahr 1934, trat er in die Konservative Partei ein und schloss sich deren Jugendorganisation an, dem Movimiento Nacional de la Juventud Conservadora (deutsch: „Nationale Bewegung der konservativen Jugend“), die sich 1936 in Falange Nacional umbenannte, eine an faschistischen Vorbildern in Europa orientierte und stark kirchlich beeinflusste christsoziale und antikommunistische Bewegung in Chile. Nach dem Ende seines Studiums arbeitete er als politischer Publizist und war bis 1937 Chefredakteur der Tageszeitung El Tarapacá.
1938 gehörte er zu den Gründern der Partei Falange Nacional, als sich die Falange von der Konservativen Partei abspaltete und im Verlauf der 1940er Jahre der Christdemokratie annäherte. 1945 wurde er Staatsminister für öffentliche Bauten (Obras Públicas) in der linksgerichteten Regierung von Juan Antonio Ríos Morales. 1949 wurde er in den Senat gewählt. 1957 beteiligte er sich an der Gründung der Christdemokratischen Partei Chiles (PDC). Im September 1964 gewann Frei die Präsidentschaftswahlen.
Seine Amtszeit bis 1970 war von der tiefen Spaltung Chiles geprägt. Frei versuchte sich an den überfälligen Sozialreformen und an einer Modernisierung von Staat und Verwaltung. Er bemühte sich um eine Verbesserung der Versorgung der Armen und um eine Landreform. Dabei geriet Freis Regierung immer mehr zwischen die Fronten und konnte es keiner Seite recht machen: Den Linken gingen seine Reformbemühungen nicht weit genug, während die konservativen Kräfte – besonders die einflussreichen Familien, denen ein erheblicher Teil des Grundbesitzes und der chilenischen Großunternehmen gehörte – in seinen Umverteilungsbemühungen bereits Umsturz, Chaos und Kommunismus sahen. Als Freis Amtszeit 1970 endete, wurde er wieder Senator und behielt den Vorsitz der Christdemokraten. 
Da bei den Präsidentschaftswahlen am 5. September 1970 kein Kandidat die absolute Mehrheit erhielt, musste der Nationalkongress in einer Stichwahl über die Präsidentschaft entscheiden. Der Kandidat der vereinigten Linken, Salvador Allende, hatte eine knappe relative Mehrheit erreicht, weshalb ihm gute gute Chancen eingeräumt wurden. Nach einer tödlichen CIA-Geheimoperation auf General Schneider und der darauffolgenden Empörung in der Bevölkerung entschlossen sich Freis Christdemokraten dafür, Allende bei der Präsidentenwahl am 24. Oktober zu unterstützen. Im Gegenzug stimmte Allende zehn Verfassungszusätzen zu, die von den Christdemokraten zur Bedingung für ihre Unterstützungworden waren. 

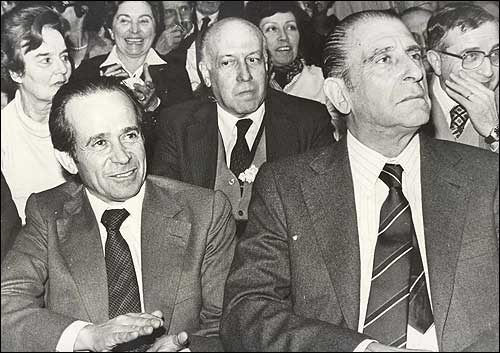
Eduardo Frei Montalva (rechts) mit Andrés Zaldívar im Jahr 1980

Im September 1973 wurde Allende durch einen Militärputsch unter der Führung von Augusto Pinochet gestürzt was auch bei den Christdemokraten Zustimmung fand. Nach seinen späteren Angaben wusste Frei frühzeitig vom Putsch gegen Allende. Unter der folgenden Militärdiktatur blieb Frei zunächst Parteivorsitzender. Im November 1973 rechtfertigte er in einem Brief an Mariano Rumor, den Vorsitzenden der Christlich-Demokratischen Weltunion, den Putsch als notwendig und bezeichnete Berichte über die vom Militärregime begangenen Grausamkeiten als „Lügen“ und „gigantische Kampagne“ des „Weltkommunismus“ bezeichnete. 
Später wandelte sich Frei zum Gegner der Diktatur und wurde 1977 als Parteivorsitzender abgesetzt.

## Tod
Frei starb am 22. Januar 1982 unter mysteriösen Umständen in einer Klinik in der Hauptstadt Santiago, in der er wegen einer Leistenbruch-Operation behandelt worden war. Obwohl er den Eingriff zunächst gut überstanden hatte, verstarb er kurz darauf nach sechs weiteren Operationen an den Folgen einer sich rapide verschlimmernden Infektion. Von Freis Familie wurde behauptet, dass in Gewebeproben, die von Experten der belgischen Universität Gent untersucht worden sind, Spuren von Senfgas und dem hochgiftigen Thallium gefunden wurden, das Infektionen beschleunigen kann. Allerdings gibt es bis heute noch keine Bestätigung der Universität Gent. Zudem entnahmen drei Pathologen der Klinik der Katholischen Universität seine Organe, die danach spurlos verschwanden.
Sein Sohn, Eduardo Frei Ruiz-Tagle (* 1942), wurde als Nachfolger von Patricio Aylwin zum chilenischen Präsidenten gewählt. Ende Januar 2007 reichte er, inzwischen im Amt des Senatspräsidenten, Privatklage wegen Mordes ein. Freis Familie verdächtigt die ehemalige militärische Geheimpolizei DINA, hinter dem Tod des Ex-Präsidenten zu stehen.
Im Dezember 2009, knapp 28 Jahre nach seinem Tod, wurden vier ehemalige Ärzte und zwei mutmaßliche Helfer wegen der Vergiftung von Frei Montalva festgenommen. Die chilenischen Ermittlungsbehörden sahen 2013 einen möglichen Zusammenhang mit der mutmaßlichen Vergiftung Pablo Nerudas, der 1973 wenige Tage nach dem Staatsstreich im selben Krankenhaus starb. Im Januar 2019 wurden in Santiago de Chile die damaligen Ärzte des Ex-Präsidenten, sein Chauffeur, ein Armeeoffizier sowie ein ehemaliger Geheimdienstmitarbeiter wegen des Mordes an Frei in erster Instanz zu Gefängnisstrafen zwischen drei und zehn Jahren verurteilt. Am 25. Januar 2021 hob die neunte Kammer des Appellationsgerichts von Santiago das Urteil auf und sprach die sechs Angeklagten frei, da sie die von der Vorinstanz und der Nebenklage als hinreichend bewerteten Indizien nicht als Beweis gelten ließ und ein Fremdverschulden am Tode Freis für nicht plausibel hielt. Die Familie reagierte enttäuscht auf den Freispruch und kritisierte das umstrittene Berufungsurteil scharf, da das Gericht damit die offizielle Darstellung der Geschehnisse, wie sie von den seinerzeitigen Regierungsstellen unter der Diktatur verbreitet wurde, unkritisch rehabilitiert und die 20-jährige Ermittlungsarbeit von Polizei und Justiz ignoriert habe. Auch die PDC charakterisierte den Spruch als „erratisch“, verwies auf die Haltung der Staatsanwaltschaft, die eine Bestätigung der erstinstanzlichen Verurteilung beantragt hatte, und erwartet eine Korrektur der Entscheidung durch den von Freis Angehörigen angerufenen chilenischen Obersten Gerichtshof.

## Ehrungen
Nach Eduardo Frei Montalva wurde eine chilenische Antarktis-Forschungsstation benannt; die große Frei-Station (Base Presidente Eduardo Frei Montalva) befindet sich auf King George Island.

## Schriften
- Lateinamerika am Scheideweg. v. Hase & Koehler, Mainz 1978, ISBN 3-7758-0956-2.